# Ілетнур
Ілетну́р (рос. Илетнур, марій. Элнет почиҥга) — присілок у складі Параньгинського району Марій Ел, Росія. Входить до складу Ілетського сільського поселення.

## Населення
Населення — 34 особи (2010; 50 у 2002).
Національний склад (станом на 2002 рік):
- марі — 100 %